# Moza
Moza (fr. Meuse, niderl. Maas, niem. Maas) – rzeka płynąca przez terytorium Francji, Belgii i Holandii. Bierze źródła z Mont Faucilles w północno-wschodniej Francji, dalej płynie przez Lotaryngię. W Namur zasila ją Sambra. Następnie Moza skręca na wschód i płynie przez Ardeny, gdzie meandruje. Koło Liège skręca na północ. Stanowi granicę belgijsko-holenderską w Limburgii. W Holandii płynie na północ, a następnie na zachód. Tworzy wspólną deltę z odnogą Renu – Waal – i uchodzi do Morza Północnego w pobliżu Rotterdamu.

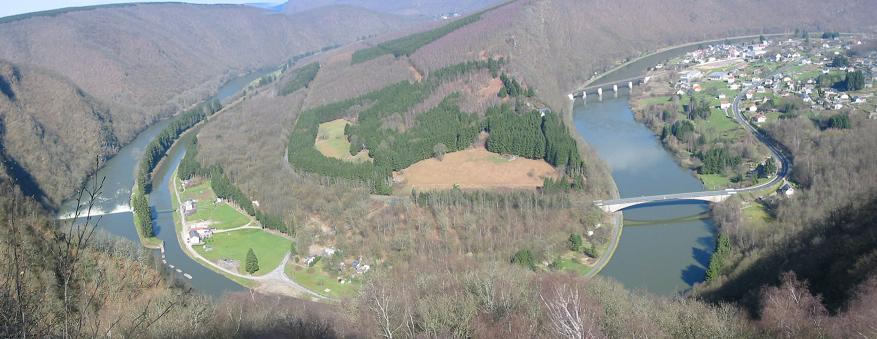
Zakole Mozy w Ardenach

Zlewnia Mozy

Długość Mozy wynosi 925 km, a powierzchnia dorzecza 36 tys. km². Moza jest żeglowna na długości 550 km (od miasta Sedan) i jest połączona licznymi kanałami z sąsiednimi rzekami.

## Główne miasta nad Mozą
- Verdun
- Sedan
- Namur
- Liège
- Maastricht
- Venlo
- ’s-Hertogenbosch
- Rotterdam

## Główne dopływy
prawostronne
- Semois
- Ourthe
- Rur

lewostronne
- Sambra